# 褚童子

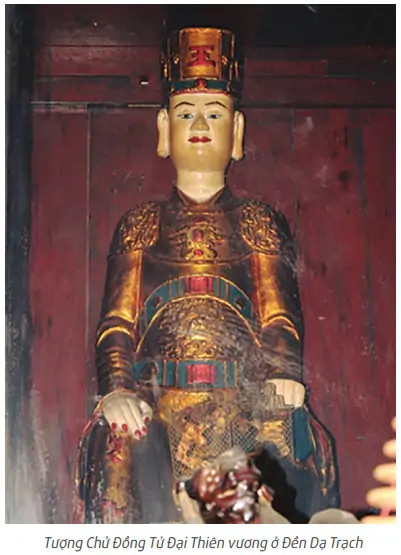
渚童子雕像

渚童子（越南语：／）是越南神話傳說中的一個神仙。
相傳越南桃郎王趙光復起兵反抗南朝梁的統治，遭到南朝梁官軍的圍剿。549年（太清三年），被梁軍包圍在沼澤地中，焚香禱告天地神祇。澤中神人渚童子乘坐黃龍自天而降，將龍爪脫下，與兜鍪一起送給了趙光復，要求他擊退敵軍。自此，趙光復軍聲大振，所向無敵。
渚童子與傘圓山聖、扶董天王、柳杏公主，被越南人並稱為「四不死」。